# Milton de la Canal
Milton de la Canal (n. 15 de septiembre de 1995; Buenos Aires) es un actor de Isidro Casanova, Argentina. Estudio en el Instituto Pablo Antonio Pizzurno

## Carrera

### Televisión
- Son amores- Tómas (2003)
- Criminal- Tomas Linares (2005)
- Montecristo- Matías Lombardo - Matías Díaz Herrera (2006)

### Cine
- Kamchatka- Simon/El Enano/Tiny (2002)
- Morir en San Hilario- Pablo (2005)
- Hermanas- Tomás Morini (2005)
- Puentes- Matías (2009)